# Phytomyza polycladae
Phytomyza polycladae är en tvåvingeart som beskrevs av Mitsuhiro Sasakawa 1955. Phytomyza polycladae ingår i släktet Phytomyza och familjen minerarflugor. Inga underarter finns listade i Catalogue of Life.